# Liam Payne

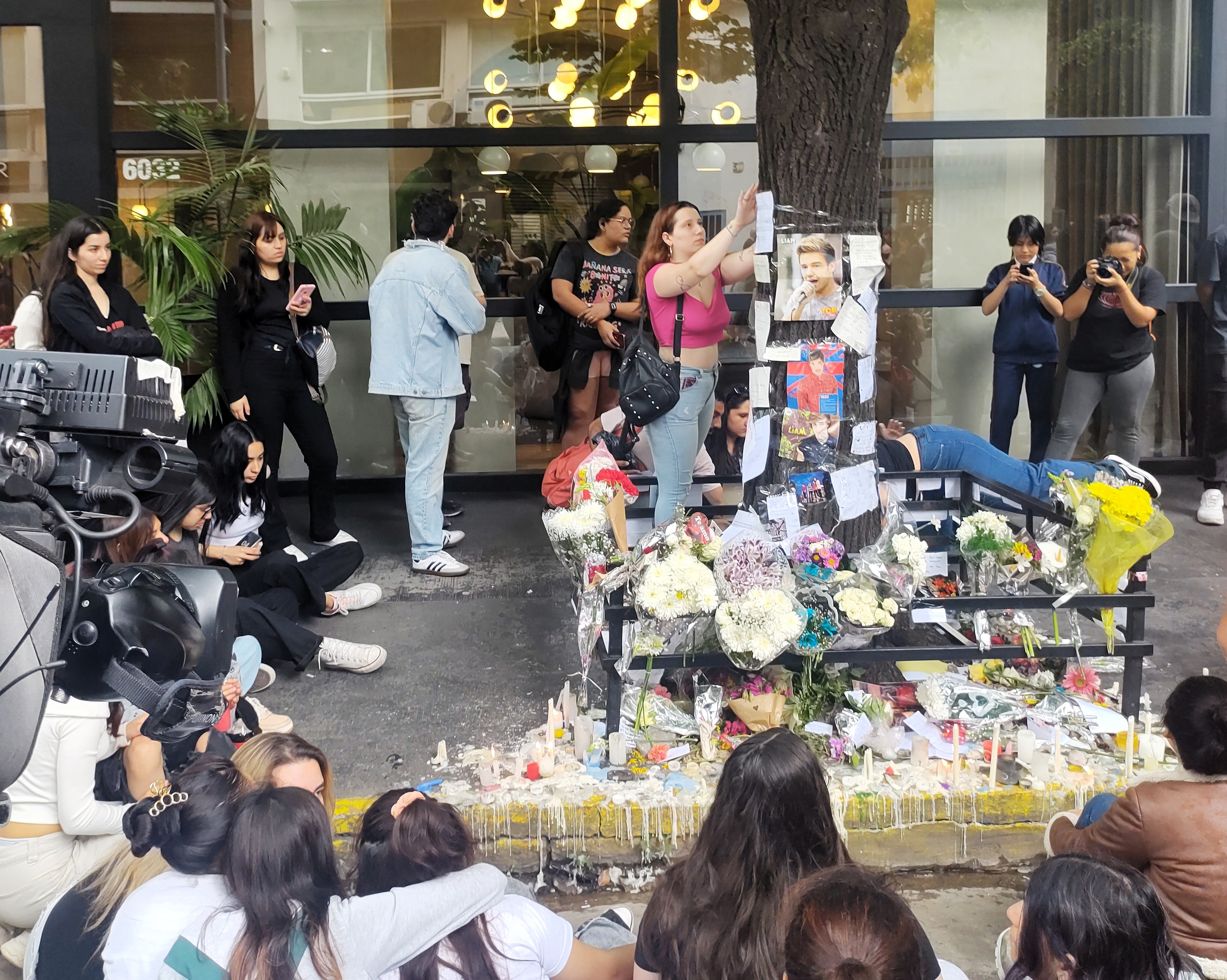
Minnesplats vid hotellet i Palermo, Buenos Aires.

Liam James Payne, född 29 augusti 1993 i Wolverhampton i West Midlands, död 16 oktober 2024 i Buenos Aires, var en brittisk sångare och medlem i musikgruppen One Direction. 

## Biografi
År 2010 sökte Payne till den brittiska TV-sångtävlingen The X Factor som soloartist för andra gången. Efter att ha blivit utslagen sattes han ihop med fyra andra tävlande, Niall Horan, Zayn Malik, Louis Tomlinson och Harry Styles, och tillsammans bildade de bandet One Direction. Bandet släppte fem album, åkte på fyra världsturnéer och vann många priser. Payne var med och skrev flera av bandets hitlåtar. One Direction har beskrivits i brittiska medier som landets största pojkband någonsin.
Efter att One Direction tog ett uppehåll 2016 solodebuterade Payne med singeln "Strip That Down" i maj 2017. Singeln nådde till plats tio på amerikanska Billboardlistan. Hans debutalbum LP1 släpptes den 6 december 2019. I mars 2024 släpptes vad som kom att bli hans sista singel, "Teardrops". Som soloartist var han mer r'n'b-inriktad än One Direction, med influenser från elektronisk dansmusik.
Han var i en relation med sångaren Cheryl Cole från 2016 till 2018. De träffades när han medverkade i The X Factor, där hon satt i juryn. Tillsammans har de en son född 2017.
Payne var öppen med att han missbrukat alkohol och berättade i juli 2023 att han hade tillbringat drygt tre månader på en rehabiliteringsklinik. I augusti 2023 ställde han in en planerad turné till följd av en njurinfektion. Liam Payne avled den 16 oktober 2024 efter att ha fallit från en balkong i stadsdelen Palermo, Buenos Aires. Hans begravning ägde därefter rum i utkanten av London den 20 november samma år, lite drygt en månad efter själva dödsfallet.

## Diskografi

### Solo
Album
- 2019 – LP1

EP
- 2018 – First Time

Singlar
- 2017 – "Strip That Down" (med Quavo)
- 2017 – "Get Low" (med Zedd)
- 2017 – "Bedroom Floor"
- 2018 – "For You" (med Rita Ora)
- 2018 – "Familiar" (med J Balvin)
- 2018 – "Polaroid" (med Jonas Blue och Lennon Stella)
- 2019 – ”Stack it up” (med A Boogie Wit da Hoodie)
- 2019 – ”All I Want (For Christmas)”
- 2019 – ”Let It Snow, Let It Snow, Let It Snow”
- 2020 – “Live Forever” (med Cheat Codes)
- 2020 – ”Midnight” (med Alesso)
- 2020 – "Naugthy List" (med Dixie D´Amelio)
- 2021 – "Sunshine"
- 2024 – “Teardrops”